# Niccolò Porcinari
Niccolò Porcinari (L'Aquila, 1411 – L'Aquila, 1481) è stato un politico italiano, conte palatino dal 1440.
Nella seconda metà del XV secolo ricoprì numerosi ruoli di prestigio nella Repubblica di Firenze e in quella di Siena, nello Stato Pontificio e nel Regno di Napoli.

## Biografia
Niccolò Porcinari nacque all'Aquila intorno al 1411 da Domenico dell'omonima famiglia nobiliare. Studiò giurisprudenza dapprima all'Università di Siena, quindi all'ateneo di Perugia, dove si laureò.
In virtù dei rapporti favoravoli tra il suo casato e la dinastia degli Angiò, divenne Conte palatino nel 1440, titolo confermato poi nel 1459 da Ferdinando I d’Aragona.
Tra il 1440 e il 1441 divenne podestà di Firenze, mettendosi in luce per la condanna al potente bancario Salomone di Bonaventura in virtù delle disposizioni contro gli ebrei, decisione presa in accordo con la Signoria di Firenze che ne ricavò beneficio economico. Nel 1443 fu podestà di Siena, prima di trasferirsi nello Stato Pontificio all'elezione di papa Niccolò V: in virtù dei buoni rapporti con il pontefice, per mezzo dell'amicizia comune con la famiglia Piccolomini, fu intitolato podestà di Fermo nel 1447, senatore di Roma nel 1448 e podestà di Bologna nel 1450.
Al culmine della carriera politica, Porcinari assunse ruoli di rilievo nel Regno di Napoli, dove divenne anche membro del Sacro regio consiglio; rientrato quindi all'Aquila, ricoprì tutte le principali cariche cittadine, inclusa quella di Capitano Regio tra il 1471 e il 1472.